# Nikos Xydakis (Volleyballspieler)
Nikos Xydakis (* in Rockford) ist ein US-amerikanischer Volleyballspieler.

## Karriere
Xydakis begann seine Karriere an der Boylan Catholic High School. Von 2020 bis 2025 studierte er an der McKendree University und spielte in der Universitätsmannschaft Bearcats. 2025 wurde der Diagonalangreifer vom deutschen Bundesligisten Volley Goats Mitteldeutschland verpflichtet.